# Dum-Dum
Washington Roberto Santana (São Paulo,  25 de março de 1970 — São Paulo, 12 de maio de 2023), mais conhecido pelo seu nome artístico Dum-Dum, foi um rapper brasileiro. Notabilizou-se artisticamente como um dos integrantes do grupo paulistano de rap Facção Central.

## Biografia
Nascido em São Paulo em 1970, Washington é filho de uma doméstica e de um pai que pouco conheceu. Seu apelido Dum-Dum foi colocado por sua avó em referência a um personagem negro de revista em quadrinhos. Tendo crescido no bairro do Cambuci, Dum-Dum estudou até a quinta série do ensino fundamental e começou a trabalhar cedo. Aos 11 anos, já havia sido jornaleiro, feito carreto e trabalhado em fábrica caseira de martelos, em peixarias dentro de feiras e em uma empresa de fotolitos.
Entre o final da adolescência e início da fase adulta, ele envolveu-se com o narcotráfico e também se tornou usuário de maconha e cocaína. Ele chegou a ser detido por tráfico em 1996, passando três meses no Centro de Detenção Provisória de Pinheiros, até ser absolvido por falta de provas. Dois anos antes, em 1994, nasceu sua filha, fruto do relacionamento com Analia Patrícia, irmã de Eduardo Taddeo.
O primeiro contato de Dum-Dum com o rap aconteceu em um show do grupo Racionais MC's. Ele criou o grupo Fator Extra com seu amigos DJ Garga e Luciano no final dos anos 80. Posteriormente, em 1990, ambos ingressaram no Facção Central após receberem convite de Mc Nego. Fundado em 1989 por Mc Nego, o Facção Central havia passado por diferentes formações sem conseguir se estabelecer na cena do rap brasileiro. Foi então que o grupo encontrou sustentação na dupla Dum Dum e Eduardo Taddeo (que adentrou posteriormente após ser chamado por Dum Dum em 1991) como cantores fixos e, mais tarde, em Erick 12 como DJ (que substituiu Garga em 1997), obtendo visibilidade nas periferias e favelas do país principalmente em São Paulo.
Entre 1995 e 2006, o Facção Central lançou seis álbuns de estúdio: Juventude de Atitude (1995), Estamos de Luto (1998), Versos Sangrentos (1999), A Marcha Fúnebre Prossegue (2001), Direto do Campo de Extermínio (2003) e O Espetáculo do Circo dos Horrores (2006). O grupo não lançaria mais nenhum disco entre 2006 e 2013, ano no qual Eduardo anunciou sua saída do Facção Central. Dum-Dum prosseguiu a frente do grupo, com novos integrantes, mas que não se firmaram. Ainda assim, ele lançou mais dois álbuns pelo Facção Central: A Voz do Periférico (2015) e Inimigo Nº1 do Estado (2020).
Em abril de 2023, Dum-Dum sofreu um AVC, foi internado e permeneceu em coma induzido por semanas. O rapper faleceu em 12 de maio, aos 53 anos. O rapper foi sepultado no Cemitério do Araçá.

## Discografia

### Álbuns com Facção Central
- 1995 - Juventude de Atitude
- 1998 - Estamos de Luto
- 1999 - Versos Sangrentos
- 2001 - A Marcha Fúnebre Prossegue
- 2003 - Direto do Campo de Extermínio
- 2005 - Facção Central - Ao Vivo
- 2006 - O Espetáculo do Circo dos Horrores
- 2015 - A Voz do Periférico
- 2018 - Facção Central no Estúdio Showlivre - Ao Vivo
- 2020 - Inimigo Nº1 do Estado